# Serwis Historyczny Ziemi Łomżyńskiej

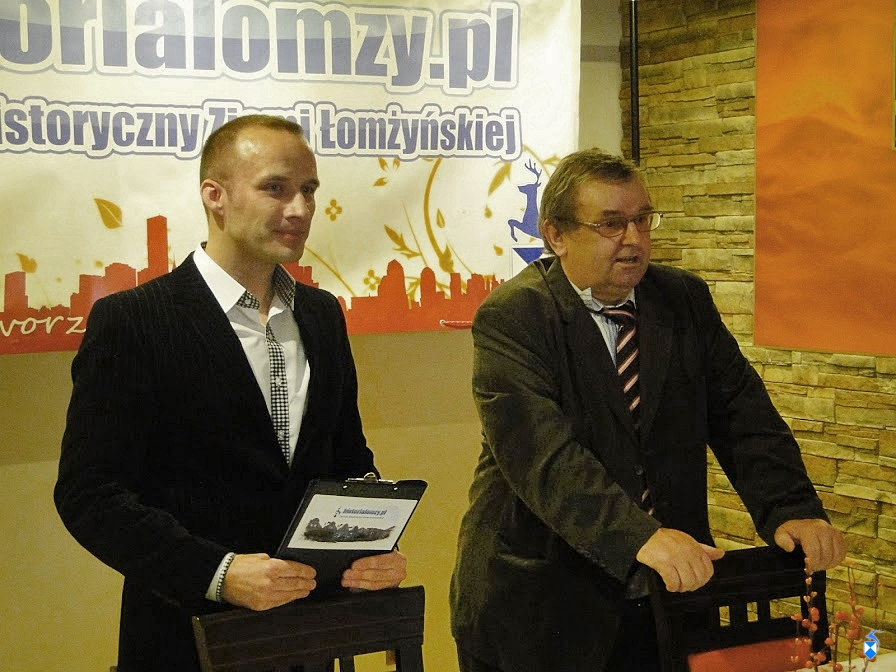
Serwis Historyczny Ziemi Łomżyńskiej. Wydawca czasopisma – Mariusz Patalan, Redaktor Naczelny – Henryk Sierzputowski

Serwis Historyczny Ziemi Łomżyńskiej – czasopismo internetowe, powstałe 13 stycznia 2009 z inicjatywy Henryka Sierzputowskiego i Mariusza Patalan. Zarejestrowany 5 sierpnia 2010 jako czasopismo internetowe w rejestrze dzienników i czasopism Sądu Okręgowego w Łomży pod nr. 138.
Wydawcą Serwisu Historycznego został: Mariusz Patalan nr legitymacji prasowej: HL/02/2010, natomiast pierwszym Redaktorem Naczelnym Henryk Sierzputowski nr legitymacji prasowej: HL/01/2010. 24 lutego 2021 stanowisko redaktora naczelnego objął Wojciech Winko, nr legitymacji prasowej: HL/03/2021. Strona od początku działalności ma charakter niekomercyjny.
Serwis zawiera informacje historyczne dotyczące Ziemi Łomżyńskiej w postaci artykułów, recenzji i publikacji książek, notek biograficznych, map historycznych, pocztówek, zdjęć współczesnych i historycznych, opisów ulic oraz zabytków. Projekt serwisu jest systematycznie rozbudowywany pod względem merytorycznym o nowe tematy.
Projekt Serwisu w 2012 znalazł się w ogólnopolskim gronie laureatów V edycji Nagrody Fundacji Rozwoju Demokracji Lokalnej pod patronatem Narodowego Centrum Kultury i Polskiego Komitetu ds. UNESCO. Kapituła wyróżniła zgłoszony w konkursie projekt www.historialomzy.pl, następującym uzasadnieniem:
„Serwis jest miejscem kultywowania pamięci o lokalnych i regionalnych wybitnych postaciach historycznych, dokumentowania zdarzeń i miejsc historycznych oraz przywracania pamięci o nich. Przyczynia się do edukacji społeczności w zakresie regionalnej wiedzy historycznej oraz kształtowania poczucia wspólnej przynależności kulturowej i wynikającej z niej potrzeby zachowania i ochrony wspólnego dziedzictwa kulturowego. Integruje wokół wspólnego dziedzictwa historycznego i kulturowego osoby związane z regionem.”
Serwis 11 grudnia 2015 otrzymał nagrodę Prezydenta Miasta Łomży za szczególne dokonania w dziedzinie kultury na podstawie uchwały Rady Miejskiej Łomży nr 321/XLIX/05 z dnia 31.05.2005, Kapituła przyznanie nagrody uzasadniła następująco:
„Za upowszechnianie wiedzy o historii miasta i budowanie tożsamości mieszkańców Łomży”
Serwis 13 stycznia 2016 otrzymał odznakę „Za zasługi dla Łomżyńskiego Towarzystwa Naukowego im. Wagów” za wielki wkład pracy społecznej oraz udokumentowane dokonania w zakresie archiwizacji i pracy badawczej.
Na stałe z Redakcją Serwisu współpracują: Jerzy Smurzyński, Iwona Krzepkowska-Bulat, Adam Sobolewski, Ojciec Jan A. Bońkowski, Czesław Rybicki, Tadeusz Rawa, Wojciech Winko, Wojciech Piętka, Beata Sejnowska-Runo, dr hab. Krzysztof Sychowicz, Jarosław Marczak, dr Małgorzata Frąckiewicz, Sławomir Zgrzywa, ks. prof. Witold Jemielity, Tomasz Szymański, Marcin Rydzewski.
W celu rozszerzenia historycznych działań we współpracy z lokalnym i regionalnym samorządem oraz innymi pokrewnymi stowarzyszeniami, Serwis Historyczny Ziemi Łomżyńskiej zainicjował powstanie i nawiązał ścisłą współpracę z Łomżyńskim Bractwem Historycznym, stowarzyszeniem zrzeszającym miłośników lokalnej historii i tradycji.
Z okazji 10 urodzin Serwisu powstało Stowarzyszenie zwykłe "historialomzy.pl", które 24.01.2019 wpisane zostało do ewidencji Stowarzyszeń Zwykłych prowadzonej przez Prezydenta Miasta Łomży pod nr 16.